# サン・カルロス・デ・リオ・ネグロ
サン・カルロス・デ・リオ・ネグロはベネズエラのアマゾナス州の人口約1,200の小さな街である。この街は、ヤノマミ族・バニワ族（Baniwa）を含むアメリカ先住民の人々が主に住むリオ・ネグロ地区（Río Negro）の行政の中心である。この街はコロンビアの都市サン・フェリペ（San Felipe）からネグロ川を挟んで向こう岸にある。

## 歴史
サン・カルロス・デ・リオ・ネグロは1759年ホセ・ソラノ隊長（José Solano）率いる探検隊のキャンプ地としてつくられた。この探検隊はポルトガルとスペインの間に結ばれたマドリード条約により規定されたときに、探検範囲を広げるためにこの地に移動してきた。ホセ・ソラノはオリノコ川を無事上ってくることができた数人とともに、ネグロ川の土手の上に探検基地を設けた。探検に従った有名なスウェーデンの植物学者ペール・レーフリングを含むそのメンバーの大半が、熱帯病、特に黄熱病で亡くなった。
1800年5月、探検家アレクサンダー・フォン・フンボルトとエメ・ボンプランがここを訪れ、彼らのアマゾン探検の最南端地点となった。

## 地理
この街は、オリノコ川を通してアマゾン盆地とつながっている重要な幹線水路であるカシキアレ川の河口から数キロメートルのところにあり、したがってベネズエラ、コロンビアおよびブラジルとつながっている。また、海抜65mのところにある。この街の中には、ピエドラ・デル・コクイ（Piedra del Cocuy）といわれる岩場があり、生物多様性が見られる地域の一つにある、素晴らしい登山場所となっている。

### 交通
人里離れた場所であるため、この街に行くための手段は限られる。この街と、カシキアレ川岸にある、ソラノ付近にある河川港とをつなぐ1本の細い道しかない。この街にはエアタクシーもしくは自分で飛行機を操縦して行くことも可能である。

### 気候
熱帯性気候であり、年間平均気温は26.6℃、平均降水量は3,633mm/年である。